# Глен Типтон
Глен Рејмонд Типтон (енгл. Glenn Tipton; Блекхит, Енглеска 25. октобар 1947), један од гитариста у хеви метал бенду Џудас прист. Познат је по својим комплексним, виртуозним солоима које изводи заједно са другим гитаристом Приста, К. К. Даунингом.
Пре него што је ступио у Џудас прист, Типтон је свирао у бенду имена The Flying Hat Band, док је 1997. издао соло албум Baptizm of Fire.

## Соло дискографија
- Baptizm of Fire (1997)
- Edge of the World (2006)